# Tibetaner
Tibetaner är en folkgrupp som har Tibet som sitt ursprungliga hemland. Det finns i dag mellan fem och tio miljoner tibetaner i världen, och de flesta bor i Folkrepubliken Kina, där de enligt folkräkningen av 2000 uppgick till 5 416 021 personer, och räknas som ett av Kinas 56 officiella minoritetsfolk. De allra flesta av Kinas tibetaner bor i den autonoma regionen Tibet (44,81 %), i de angränsande provinserna Sichuan (23,43 %), Qinghai (20,06 %), Gansu (8,18 %) och Yunnan (2,37 %). 
I den autonoma regionen Tibet var 92,77 % av befolkningen tibetaner år 2000, även om andelen sjunker på grund av invandringen från hankinesiska områden. I Qinghai var andelen tibetaner 22,53 %, i Gansu 1,76 % och i Sichuan 1,54 %. Flertalet av tibetanerna bekänner sig till tibetansk buddhism. Många tibetaner lever i Tibet och i Himalaya. Runt 130 000 tibetaner lever i exil, de flesta i Nepal, Indien och Bhutan.

### Fotnoter
1. ↑  Encyclopædia Britannica, på internet, 16 december 2009, uppslagsord: tibetan

### Övriga källor
Den här artikeln är helt eller delvis baserad på material från norska Wikipedia (bokmål/riksmål), Tibetanere, 14 juni 2008.